# تامیر یادای
تامیر یادای (انگلیسی: Tamir Yadai؛ زادهٔ ۱۶ دسامبر ۱۹۶۹) سرلشکر نیروی زمینی اسرائیل است، که از سال ۲۰۲۵ به‌عنوان سی و پنجمین جانشین رئیس ستاد کل نیروهای دفاعی اسرائیل فعالیت می‌کند.
یادای فعالیت نظامی را از سال ۱۹۸۸ در تیپ ۱ گولانی آغاز کرد، از ۲۰۰۰ تا ۲۰۰۲ فرمانده واحد ایگوز بود، از ۲۰۰۹ تا ۲۰۱۱ به‌عنوان فرمانده لشکر ۸۰ ایدوم فعالیت می‌کرد و در فاصله سال‌های ۲۰۱۷ تا ۲۰۲۰ فرماندهی جبهه داخلی اسرائیل را برعهده داشت. وی از ۲۰۲۰ تا ۲۰۲۱ به‌عنوان فرمانده ستاد فرماندهی مرکزی اسرائیل فعالیت می‌کرد و از ۲۰۲۱ تا ۲۰۲۵ فرمانده نیروی زمینی اسرائیل بود.